# オランダサッカー協会
王立オランダサッカー協会（おうりつオランダサッカーきょうかい、蘭: Koninklijke Nederlandse Voetbalbond / 英: Royal Dutch Football Association）は、オランダのサッカーを統括する競技運営団体。略称はKNVB。
1904年のFIFA創立時から名を連ねる「8協会」の内のひとつ。

## 主催
- エールディヴィジ
- エールステ・ディヴィジ
- KNVBカップ
- ヨハン・クライフ・スハール

## 組織
- サッカーオランダ代表
- サッカーオランダ女子代表
- U-21サッカーオランダ代表
- U-19サッカーオランダ代表